# Passiflora ursina
Passiflora ursina là một loài thực vật có hoa trong họ Lạc tiên. Loài này được Killip & Cuatrec. mô tả khoa học đầu tiên năm 1960.